# Franz Xaver Kroetz
Franz Xaver Kroetz, né le 25 février 1946 à Munich, est un auteur, dramaturge, acteur et réalisateur allemand.

## Biographie
Franz Xaver Kroetz naît à Munich et grandit dans l'État libre de Bavière en Allemagne.
Il fait une école de théâtre à Munich et suit le Max-Reinhardt-Seminar à Vienne, aux côtés de Martin Sperr.
Dans les années 1960, Kroetz travaille comme ouvrier, chauffeur ou infirmier, tout en étant acteur et en faisant ses premiers pas avec Rainer Werner Fassbinder. Kroetz commence à écrire pour le théâtre dès la fin des années 1960, mais ce sont ses pièces des années 1970 qui le font connaître. En 1971, sa pièce Travail à domicile (Heimarbeit, 1970) est jouée au Kammerspiele de Munich dans une mise en scène de Horst Siede. Les scènes de masturbation, d’avortement et d’infanticide qui ponctuent la pièce provoquent des réactions très violentes et les représentations sont perturbées par des manifestations de protestation organisées par l’extrême droite. Il ne s’agit pas moins d’un succès, et la revue Theater heute y voit la pièce la plus importante de 1971. 
Kroetz entame alors une période particulièrement prolifique de création, concomitante de son adhésion au DKP – Parti Communiste allemand – de 1972 à 1980. Ses pièces des années 1970 sont fortement influencées par le réalisme critique d’auteurs tels que Ödön von Horváth et Marieluise Fleisser. Elles dépeignent le quotidien de ceux que Kroetz appelle les « sous-privilégiés », soit des personnages dont la misère est indissociablement sociale, affective et linguistique. Le théâtre de Kroetz se distingue en effet par « la place exacerbée qu’y occupe le silence» : 

« Contre la convention dramatique de la « loquacité », Kroetz élabore […] des dialogues précaires et troués dont le laconisme semble n’avoir d’autre pendant que le mutisme radical, lors de longues plages didascaliques où seul le corps réussit à exprimer le malaise des personnages. À cette valorisation du silence participe l’invasion des « pauses », « temps », « longs temps » et « grands intervalles » auxquels Kroetz assigne souvent des durées scrupuleusement chronométrées dans ses notes liminaires. Ce processus de dilatation explique, par exemple, que le dialogue de Travail à domicile, convenant, selon l’auteur, à une pièce de théâtre « normale » d’une demi-heure, doive en fait durer « quatre-vingt dix bonnes minutes ». Placés au sein des répliques et entre chacune d’elles, ces silences soulignent les impuissances de la parole, ses empêchements, des stases et ses syncopes. »

Kroetz n’a toutefois cessé de faire évoluer son écriture : « à la recherche d’une expression politiquement fondée et économiquement étayée», il abandonne la violence sans issue de ses premières pièces comme Travail à domicile, Une affaire d’homme (Männersache, 1970) ou Concert à la carte (Wunschkonzert, 1972), et expérimente des formes moins noires qui favorisent la compréhension sur la pitié et qui ouvrent sur des perspectives positives, par exemple dans Haute-Autriche (Oberösterreich, 1972), ou Le Nid (Das Nest, 1974).
À partir des années 1980, sa production théâtrale connaît de nouvelles orientations, qu'il s'agisse du « réalisme fantastique» de Ni chair ni poisson (Nicht Fisch nicht Fleisch, 1981) ou du lyrisme sous influence expressionniste de Terres mortes (Bauern sterben, 1984).

« L’humanité présente sur la scène va rester identique à celle des pièces antérieures […]. Mais ce qui change avec Terres mortes, c’est le regard, l’angle d’approche : tout ce qui, dans des pièces comme Travail à domicile ou Haute-Autriche, se traduisait par un extrême laconisme, par une insistance sur l’empêchement de parler, par la description microscopique des gestes du quotidien, se transforme en logorrhée et en gesticulation convulsive, en lyrisme désespéré, en abstraction poétique. […]
L’éructation est permanente dans la pièce, et elle est soutenue par l’état invariablement convulsif, frénétique, tétanique des personnages ainsi que par une pratique généralisée de l’hyperbole dans les paroles et dans les actes […]. »

À partir de 1986, Kroetz joue le rôle de Baby Schimmerlos dans la série télévisée Kir Royal (de), et devient un acteur très populaire en Allemagne.
Le 5 mars 1992, il épouse l'actrice Marie-Theres Relin avec laquelle il a trois enfants.
Il écrit un recueil de nouvelles en février 2006 pour ses soixante ans et continue toujours à écrire pièces, poèmes, scénarios et romans.
L’œuvre de Kroetz est jouée en France dès les années 1970 où elle est régulièrement associée au Théâtre du quotidien qui se développe alors chez des auteurs comme Jean-Paul Wenzel ou Michel Deutsch. C’est Claude Yersin qui, le premier, participe à sa découverte en montant Haute-Autriche et Concert à la carte à la Comédie de Caen en 1973. Il sera notamment suivi par Jacques Lassalle qui crée Travail à domicile en 1976 (Studio-Théâtre de Vitry et Petit TEP) et par Alain Françon qui crée Le Nid la même année (Théâtre Éclaté d’Annecy). Plus récemment, des metteurs en scène comme Daniel Girard, Christophe Perton, André Wilms ou Benoît Lambert ont monté des pièces de Kroetz : respectivement Terres mortes (1991), Pulsion (1999), La Chair empoisonnée (1999) et Meilleurs souvenirs de Grado (2007). 
Plusieurs pièces de Kroetz sont accessibles, dans leurs traductions françaises, chez L’Arche Editeur : Travail à domicile. Une affaire d’homme. Train de ferme (1976) ; Haute-Autriche, Meilleurs souvenirs de Grado. Concert à la carte (1976) ; Terres mortes (1991) ; Pulsion (1999).
Concert à la carte a également été mis en scène au Festival d’Avignon de 2004 par Thomas Ostermeier.

## Pièces de théâtre
- Wildwechsel (Gibier de passage) – création en 1971 (Theater Dortmund)
- Heimarbeit (Travail à domicile) – création en 1971 (Münchner Kammerspiele)
- Hartnäckig – création en 1971 (Münchner Kammerspiele)
- Dolomitenstadt. Lienz Posse mit Gesang – création en 1972 (Schauspielhaus Bochum)
- Männersache (Une affaire d’homme) – création en 1972 (Landestheater Darmstadt)
- Stallerhof (Train de ferme) – création en 1972 (Deutsches Schauspielhaus Hamburg)
- Globales Interesse – création en 1972 (Bayerisches Staatsschauspiel)
- Oberösterreich (Haute-Autriche) – création en 1972 (Städtische Bühnen Heidelberg)
- Wunschkonzert (Concert à la carte) – création en 1973 (Württembergisches Staatstheater Stuttgart)
- Maria Magdalena d'après Friedrich Hebbel – création en 1973 (Städtische Bühnen Heidelberg)
- Geisterbahn (Train fantôme) – création en 1975 (Ateliertheater am Naschmarkt Wien)
- Lieber Fritz – création en 1975 (Landestheater Darmstadt)
- Das Nest (Le Nid) – création en 1975 (Modernes Theater München)
- Weitere Aussichten (Perspectives ultérieures…) – pièce pour la télévision diffusée en 1975 dans une mise en scène de Franz Xaver Kroetz, avec Therese Giehse dans le rôle principal
- Ein Mann ein Wörterbuch (première réécriture de la pièce Männersache) – création en 1976 (Ateliertheater am Naschmarkt Wien)
- Herzliche Grüsse aus Grado (Meilleurs souvenirs de Grado) – création en 1976 (Théâtre de Düsseldorf)
- Sterntaler – création en 1977 (Staatstheater Braunschweig)
- Agnes Bernauer d'après Friedrich Hebbel – création en 1977 (Leipziger Theater)
- Mensch Meier – création en 1978
- Bilanz – création en 1980 (Torturmtheater Sommerhausen)
- Die Wahl fürs Leben – création en 1980
- Der stramme Max – création en 1980
- Wer durchs Laub geht (seconde réécriture de la pièce Männersache) – création en 1981 (Marburger Schauspiel)
- Gute Besserung – création en 1982
- Münchner Kindl – création en 1983
- Jumbo-Track – création en 1983 (Landestheater Tübingen)
- Nicht Fisch nicht Fleisch – création en 1983 (Théâtre de Düsseldorf)
- Furcht und Hoffnung der BRD – création en 1984 (Schauspielhaus Bochum et Théâtre de Düsseldorf)
- Bauern sterben (Terres mortes) – création en 1985 (Münchner Kammerspiele)
- Der Weihnachtstod – création en 1986 (Münchner Kammerspiele)
- Der Nusser d'après Ernst Toller – création en 1986 (Bayerisches Staatsschauspiel München)
- Heimat – création en 1987 (Freiburger Theater)
- Der Soldat – création en 1987 (Kreisjugendring München)
- Zeitweh Monolog – création en 1988 (Theater die Färbe Singen)
- Oblomow oder der Freund der Leidenschaften d'après le roman d'Ivan Gontcharov – création en 1989 (Bayerisches Staatsschauspiel)
- Bauerntheater – création en 1991 (Schauspiel Köln)
- Der Drang (Pulsion) (réécriture de Lieber Fritz) – création en 1994 (Münchner Kammerspiele)
- Ich bin das Volk – création en 1994 (Wuppertaler Bühnen)
- Woyzeck Die Kroetz´sche Fassung d'après la pièce de Georg Büchner – création en 1996 (Hamburger Schauspielhaus)
- Der Dichter als Schwein – création en 1996 (Théâtre de Düsseldorf)
- Der verkaufte Grossvater d'après la pièce de Anton Hamik – création en 1998 (Münchner Volkstheater)
- Die Eingeborene Stück für großes Kasperltheater – création en 1999
- Das Ende der Paarung – création en 2000 (Berliner Ensemble)
- Negerin – création en 2009 (Festival de Liège)
- Du hast gewackelt. Requiem für ein liebes Kind – création en 2012